# العرايس
العرايس باللحمة (أو عروسة) هي أكلة شامية شهيرة ، وهي منتشرة في سوريا، لبنان وأيضا في فلسطين والاردن.
الاكلة مكوّنة بشكل اساسي من العجين المحشي باللحمة المفرومة والمدهون بزيت الزيتون.
يعتبر هذا الطبق سهل التحضير ، ومكوناته شائعة نسبيًا ويمكن العثور عليها بتوافر مرتفع نسبيًا في جميع أنحاء الشرق الأوسط ولذلك الطبق شائع في الشرق الأوسط وبالأخص في بلاد الشام ومنها سوريا ولبنان وغيرها، كما وانه في العراق ومصر نسخ محلية من هذا الطبق.

## التسمية
تذكر بعض المصادر ان تسمية الوجبة "عرايس" تأتي من الكلمة "عروس" وذلك لانه في بعض البلدان العربية وفي بعض قبائلها تقدم الأكلة للمتزوجين حديثاً.
يطلق على الطبق أيضا ب "عرايس الكفتة" او "عرايس لحم" وقد تختلف التسمية من منطقة الى اخرى.

## المقادير والمكوّنات
يعتبر العرايس من أشهر الأطباق الشامية في الوطن العربي ، ويمكن تحضيره باللحم أو الدجاج ، كوجبة مشتركة.
واما مكوناته الاساسية فتشمل التالي:
- لحم مفروم
- البصل
- بندورة
- الفلفل
- البقدونس
- الثوم
- ملح
- بهارات
- فلفل أسود
- الخبز العربي
- زيت الزيتون

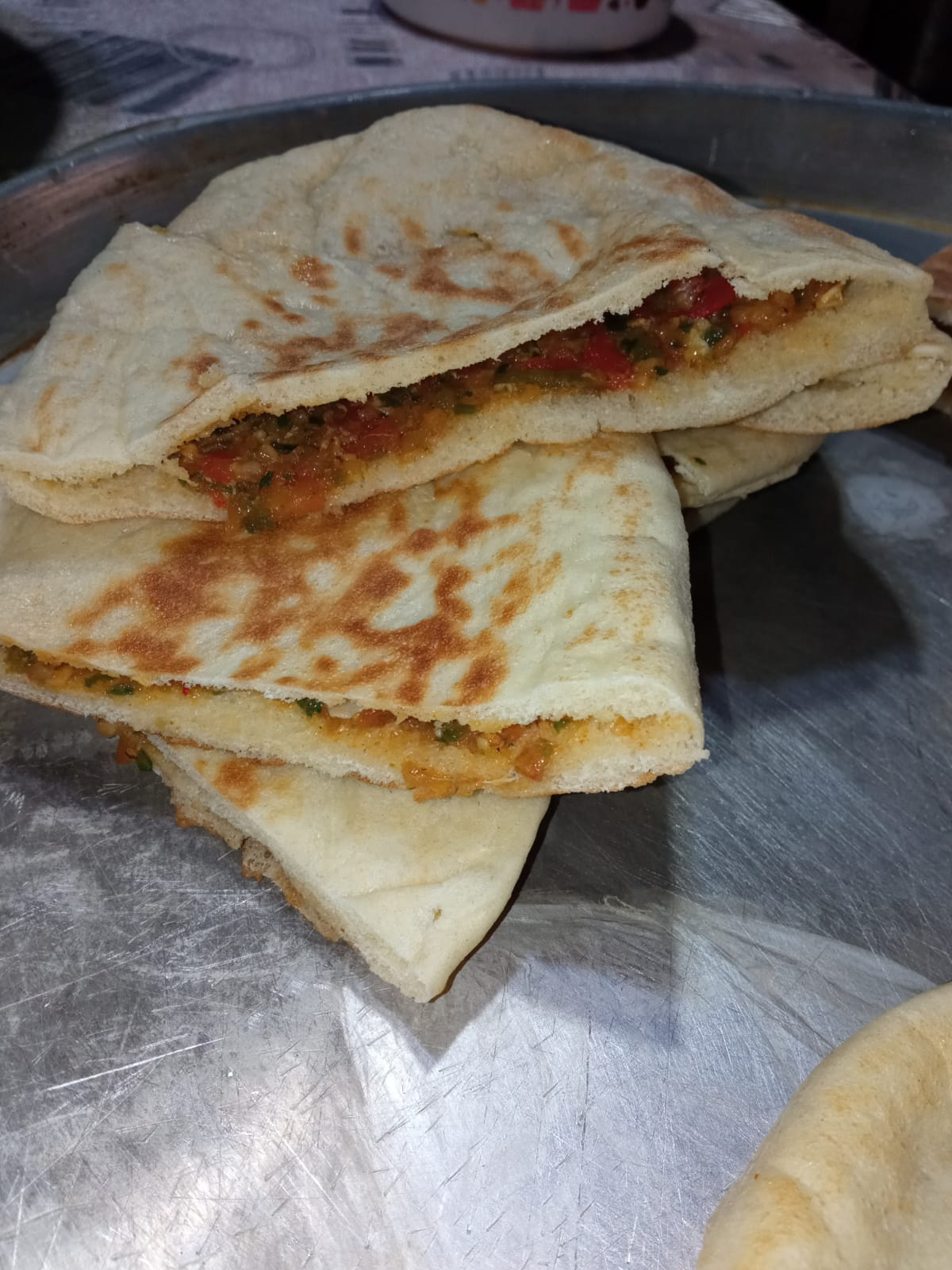
العرايس الفلسطينية

بالإمكان إضافة تغميسات إلى جانب هذه الوصفة كالحمص والطحينة.

### طريقة التحضير[3]
1- تضاف كل المقادير إلى اللحمة المفرومة ويتم خلطها جيداً.
2- يُفتح رغيب الخبز ويتم تعبئته بطبقة رقيقة من خليط اللحمة.
3- يُغلق النصف الآخر من الرغيف. في حال كان الرغيف كبيراً يُقسم إلى أربعة أقسام.
4- على شواية مُحماة مسبقاً يتم شوي العرايس مع تقليبها لعدَّة دقائق ويُفضل دهنها بزيت الزيتون قبل وضعها في الفرن ان وضعت لتشوى في الفرن. تشوى في الفرن على درجة حرارة منخفضة جداً، 150 سيليزية لحوالي الثلث ساعة أو لحين الاستواء. وتقلب لكي تستوي من كل الجهات.
5- تُقدم مع سلطة، بطاطا مقلية وتغميسات مثل الحمص.